# 山王弥須彦
山王 弥須彦（さんのう やすひこ、1965年9月6日 - ）は、日本の俳優。テアトルアカデミー所属。

## 人物
身長184cm。
趣味・特技は乗馬。

## 出演作品

### テレビドラマ
- 手裏剣戦隊ニンニンジャー 忍びの17、27（2015年、テレビ朝日） - ジュンジ・タキガワ
- ドラマスペシャル（テレビ朝日）
  - 緊急取調室（2015年）
  - 狙撃（2016年） - 幸田正揮
- ドラマパラビ / だから私はメイクする 第3話（2020年、テレビ東京） - 常務
- 木曜ドラマ / 七人の秘書 第4話（2020年、テレビ朝日） - 紳士
- 日曜劇場 / 天国と地獄〜サイコな2人〜 第3話（2021年、TBS） - 刑事
- 連続ドラマW / トッカイ〜不良債権特別回収部〜 第4話（2021年、WOWOW） - 幹部
- ひとりで飲めるもん! 第2話（2021年、WOWOW） - 役員
- サタドラ / ドラマ「家、ついて行ってイイですか?」 第2話（2021年、テレビ東京） - 北野ゆりかの義父
- 木曜劇場 / この素晴らしき世界 最終話（2023年、フジテレビ） - プロデューサー

### テレビ番組
- もてもてナインティナイン（TBS）
- 行列のできる法律相談所（日本テレビ）
- 中居正広の金曜日のスマイルたちへ（TBS）
- これぞ! ニッポンの神仕事「夢を叶えたリーダーたち」（テレビ朝日）

### CM・スチール
- 日本マクドナルド 「人材育成」篇
- 大鵬薬品工業 「ハルンケア」
- 全国銀行協会
- サントリー 「プラスデオ」インフォマーシャル
- アリナミン製薬 アリナミンEX「腰」篇
- イー・ラーニング研究所
- 東芝 レグザポータブルテレビ
- ゴーちゃん。Lab. 「白元アース ノンスメル」 - コンシェルジュ
- Supercell 「クラッシュ・ロワイヤル」
- 全労災
  - 「マイカー共済 声に応えるピットくん」篇
  - 「人とくらしに寄り添う全労災」篇
- エーザイ ヘルケア
- ノバルティスファーマ 「眼科メディカル」
- 全力坂 「ネスレ日本」篇
- SBIアラプロモ アラプラス 糖ダウンドリンク「糖ダウンのうた」篇

### VP
- 横浜市 「がんになっても働きやすい職場を目指して」

### MV
- クリス・ハート 「僕はここで生きていく」（2016年）

### 舞台
- 国連クラシックライブ協会「サウンド・オブ・ミュージック」 - マックス